# Enioche (epiclesi di Era)
Enioche (in greco antico: Ἡνιόχη?, Hēnióchē, "guidatrice di carro") è un'epiclesi rivolta alla dea Era.
Secondo Pausania, Era era venerata nel famoso santuario e oracolo di Trofonio a Lebadea e lì era onorata assieme a Zeus Basileus come Era Basilissa in occasione delle feste che si svolgevano ogni cinque anni in onore di Trofonio. 
Il legame di Era con cavalli e carri non è affatto fuori dall'ordinario poiché sotto l'epiteto di Ippia era adorata ad Olimpia ed è una forma già utilizzata nell'Iliade in varie situazioni. 

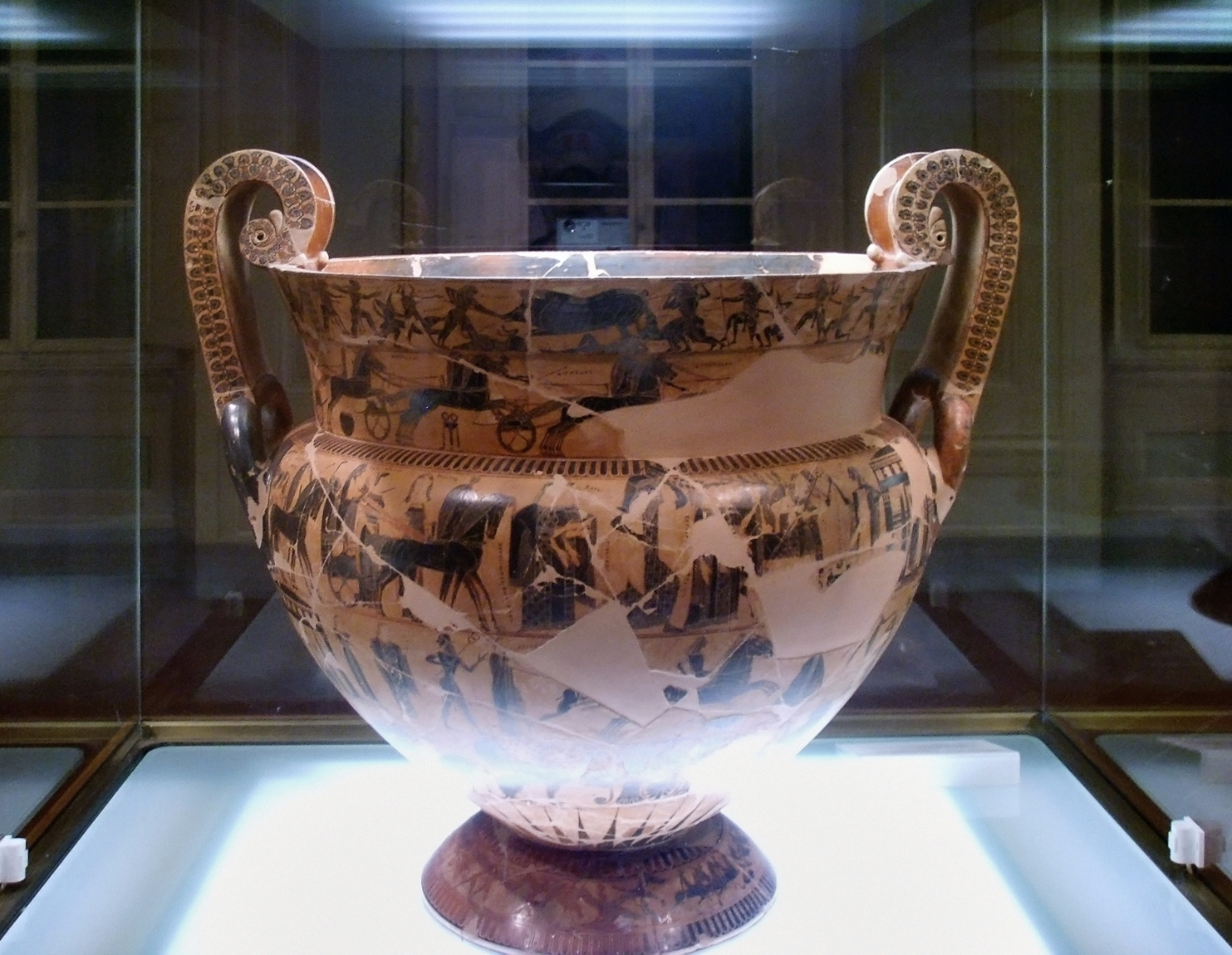
Il vaso François esposto al Museo Archeologico di Firenze.

Un altro esempio si può trovare sul Vaso François, dove è raffigurata su un carro ed accompagnata da Zeus.
Forse c'era anche una divinità locale dei Beoti già collegata al nome Enioche e che si rifletteva anche nelle loro leggende sulla moglie e la figlia di Creonte re di Tebe, poiché entrambe si chiamavano Enioche.